# Mónica López (actriz)
Mónica López (Las Palmas de Gran Canaria, 30 de mayo de 1969) es una actriz española. Recibió el Premio Ondas en 2024 a la mejor intérprete femenina en ficción por la serie Rapa.

## Biografía y trayectoria
Desde muy joven sintió una atracción especial hacia la interpretación. Aunque en su familia no hubo tradición teatral, en el Colegio Alemán donde estudió fue partícipe de montajes teatrales y de la coral escolar. Allí estudió francés, inglés y alemán.Viajar y aprender nuevas palabras en diferentes idiomas siempre le gustó como una auténtica vocación.
Con 17 años fue la presentadora del programa juvenil Mermelada de futuro, emitido inicialmente en la televisión regional de Canarias y que gracias a su frescura y creatividad pasó al ámbito nacional.
Siguió la recomendación de su profesora Concha Doñaque, experta en voz y lenguaje en el Centro Insular de Cultura de las Palmas, que la animó a realizar las pruebas para entrar en el Instituto del Teatro.Así fue como se trasladó a Barcelona en 1987. Aprendió catalán y se licenció en arte dramático. También realizó cursos de interpretación con Francesco di Francescantonio, Dominic de Fazio, Bob McAndrew y James de Paul.
Diferentes medios han destacado su versatilidad en la interpretación a lo largo de su carrera, pasando del teatro clásico a papeles dramáticos en televisión con la misma maestría,aunque de todas las disciplinas es en el teatro donde dice sentirse más cómoda.

## Teatro
En 1990 inició su carrera de interpretación en el teatro musical con Línea roja, de Miguel Casamayora la que siguieron otras obras musicales como Golfus de Roma (1993), Company (1997), Guys and dolls (1998), de Frank Loesser, Brecht x Brecht (1999) sobre textos de Bertolt Brecht, A Little Night Music (2000) de Stephen Sondheim y Premio de la Crítica de Barcelona. Mónica López, destacó de Sondheim  que en sus obras "la historia no es una excusa para poner música, sino al contrario, él a lo que más importancia le da es a la historia", una cuestión con la que coincide y que le gusta de su trabajo, además de que haga pensar al público al finalizar la función.
Sobre su actuación en Ascenso y caída de la ciudad de Mahagonny, (2007) con libreto de Bertolt Brecht y música de Kurt Weill, López declaró ser el mayor reto al que se enfrentó como actriz en aquel momento, ya que ella no siendo cantante interpretó un papel escrito para una soprano.En 2009 participó en la obra Groucho me enseñó su camiseta dirigida por Damià Barbany y centrada en la figura de Manuel Vázquez Montalbán de quien confesó ser admiradora desde hacía tempo y lo atractivo que le resultó acercarse a su obra a través de las canciones.
López tiene una extensa carrera en teatro de texto, bajo la dirección de Mario Gas con obras como en El tiempo y los Conway, de J. B. Priestley (1992) –con la que realizó su primeragira–, o A Electra le sienta bien el luto, de Eugene O'Neill y también fue su ayudante de dirección en Las troyanas de Eurípides.La oferta de Mario Gas para trabajar en El tiempo y los Conway, marcó su carrera, "fue la primera obra de teatro de texto serio, donde me convertí en actriz”. 
Otras obras en las que participó fueron Top Dogs, de Urs Widmer; Othelo, de Shakespeare; 100 años de poesía española; Brossalobrossotdebrossat de Carles Santosy en Las criadas, de Jean Genet, por la que recibió el Premio Revelación de los Premios Ercilla de Bilbao en 2002.
Igualmente, formó parte del reparto de las adaptaciones de textos de Eurípides Las Troyanas y Hécuba, en el papel de Andrómaca, surgidas de la colaboración de Irene Papas y La Fura dels Baus.Trabajó también con Calixto Bieito y Alfonso de Vilallonga entre otros. Con Bieito presentó Company, de Stephen Sondheim y La casa de Bernarda Alba, de Federico García Lorca. 
En el Teatro Español de Madrid interpretó a Solange LaFitte en 2012 Follies, de Stephen Sondheim, de nuevo a las órdenes de Mario Gas.
Otras de sus interpretaciones fueron en Trucades a mitjanit de Pere Planella, con Lluis Homar en Los bandidos, de Friedrich Schiller; con Adolfo Marsillach en L'auca del senyor Esteve, de Santiago Rusiñol; Joan Ollé: Víctor o los niños al poder, de Roger Vitrac; Tío Vania, de Chéjov; Pau Miró: Bales i ombres y Carlota Subirós: Marie y Bruce, de Wallace Shawn; Fragmentos de la Divina Comedia. Homenaje a Francesco di Francescantonio,  partir de textos de Dante Alighieri.
Recibió el Premio a la mejor interpretación femenina de la temporada teatral de Barcelona 2016 por la representación del personaje de la Kate en la obra Dansa d’agost (Danza de agosto).
En 2017 interpretó a Cesonia en la obra Calígula de Mario Gas, según sus palabras "Me fascina interpretar a Cesonia, un personaje capaz de acompañar a Calígula en su viaje hacia el desastre por amor y que lo haga de forma tan altruista, hasta la muerte... eso la vida no te lo permite".Con la compañía catalana La Calòrica, participó con el papel de Aurora, en la obra De què parlem mentre no parlem de tota aquesta merda (2023) en la que abordan el cambio climático.En 2024 se puso en el papel de la política española Carmen Díez de Rivera en la obra Carmen, nada de nadie.

## Filmografía
La filmografía de Mónica López es extensa y variada, entre largometrajes, cortometrajes y series de televisión, además de su participación en locuciones de documentales y doblaje. Por sus trabajos fue nominada y ganadora de diferentes premios, como el de mejor actriz en el Festival de Sitges 2004, por El habitante incierto,o el Premio Barcelona 2003 a la mejor interpretación femenina por En la ciudad. 
En relación con las series de televisión, su primer papel importante en Madrid fue en Acusados (2010) interpretando a una fiscal llamada Aurora Castillo. En esta serie coincidió con Blanca Portillo, José Coronado, Joan Crosas y un reparto con quien compartió un ritmo intenso de rodaje y un aprendizaje muy positivo como resultado.
En 2015 dio vida a Margarita de Habsburgo, en la serie Carlos, Rey Emperador. En 2019 formó parte del reparto de la serie Hierro y, posteriormente en 2022 de la serie Rapa, ambas de la plataforma Movistar+. 
A principios de 2021 se estrenó la serie La cocinera de Castamar, en la que interpretó el papel de Úrsula Berenguer, ama de llaves en la casa.
Recibió el Premio Ondas en 2024 a la mejor intérprete femenina en ficción por Rapa, siendo su primer  papel protagonista en una serie, como Maite, sargento de la guardia civil .
Entre sus últimos proyectos en 2024 está la grabación de un thriller sonoro Simulacro para un proyecto de Turismo de Canarias.

## Teatro (selección)
| Año       | Obra                                                  | Personaje             | Dirección         |
| --------- | ----------------------------------------------------- | --------------------- | ----------------- |
| 1998      | Guys & Dolls                                          | Sargenta Sarah Brown  | Mario Gas         |
| 2000      | La casa de Bernarda Alba                              | Amelia                | Calixto Bieito    |
| 2002      | Víctor o els nens al poder                            | Ida Mortemart         | Joan Ollé         |
| 2004      | Tío Vania                                             |                       |                   |
| 2005      | Company                                               |                       |                   |
| 2005      | Marie y Bruce                                         | Marie                 | Carlota Subirós   |
| 2006      | Bales i ombres (un western contemporani)              | dona                  | Pau Miró          |
| 2007      | L'auca del senyor Esteve                              |                       | Adolfo Marsillach |
| 2008      | Brossalobrossotdebrossat                              | Actriz                | Carles Santos     |
| 2010      | Secretos de un matrimonio                             | Marianne              | Marta Angelat     |
| 2010      | Platonov                                              | Anna Petrovna         | Gerardo Vera      |
| 2012      | Follies                                               | Vedette francesa      | Mario Gas         |
| 2014/2015 | Un enemic del poble                                   |                       | Miguel del Arco   |
| 2015      | Krum                                                  |                       | Carme Portacelli  |
| 2015      | Frank V. Operetta d'una banca privada                 | Ottilie               | Josep Mª Mestres  |
| 2017      | Calígula                                              | Cesonia               | Mario Gas         |
| 2021      | De què parlem mentre no parlem de tota aquesta merda? | Aurora                | Israel Solà       |
| 2024      | Carmen, nada de nadie                                 | Carmen Díez de Rivera | Fernando Soto     |

## Filmografía

### Largometrajes
| Año  | Título                                     | Personaje     | Dirección               |
| ---- | ------------------------------------------ | ------------- | ----------------------- |
| 1991 | Bala perduda                               |               | Xavier Berraondo        |
| 1992 | Esta noche o jamás                         | Cristina      | Ventura Pons            |
| 1993 | La fiebre del oro                          | Emilia Llopis | Gonzalo Herralde        |
| 1994 | Los peores años de nuestra vida            | Marisa        | Emilio Martínez-Lázaro  |
| 1994 | Todo es mentira                            | Beatriz       | Álvaro Fernández Armero |
| 1994 | Souvenir                                   | Compañía Rita | Rosa Vergés             |
| 1996 | La Moños                                   | Ana de Parera | Mireia Ros              |
| 1999 | Un banco en el parque                      | Ana           | Agustí Vila             |
| 2000 | El otro barrio                             | Sara          | Salvador García Ruiz    |
| 2001 | Intacto                                    | Sara          | Juan Carlos Fresnadillo |
| 2002 | Freetown                                   | Silvia        | Javier Arazola          |
| 2003 | En la ciudad                               | Irene         | Cesc Gay                |
| 2003 | Joc de mentides                            | Isabel        | Lluís Zayas             |
| 2004 | Delta                                      | Silvia        | Oriol Ferrer            |
| 2005 | El habitante incierto                      | Vera, Claudia | Guillem Morales         |
| 2007 | Uno de los dos no puede estar equivocado   | Almudena      | Pablo Llorca            |
| 2008 | Amanecer de un sueño                       | Alina         | Freddy Mas Franqueza    |
| 2009 | Vivir de pie. Las guerras de Cipriano Mera | Voz en off    | Valentí Figueres        |
| 2011 | Clara Campoamor. La mujer olvidada         | Victoria Kent | Laura Mañá              |
| 2016 | Que Dios nos perdone                       | Amparo        | Rodrigo Sorogoyen       |
| 2018 | El reino                                   | Inés          | Rodrigo Sorogoyen       |
| 2019 | Salir del ropero                           | Natasha       | Ángeles Reiné           |

### Cortometrajes
| Año  | Título               | Personaje                 | Dirección                |
| ---- | -------------------- | ------------------------- | ------------------------ |
| 1996 | Ábreme la puerta     | Alicia                    | Agustí Vila              |
| 2004 | Pernocta             | Clara                     | Álvaro Giménez Sarmiento |
| 2008 | Turismo              | Mujer elegante            | Mercedes Sampietro       |
| 2014 | Alex                 | Cristina                  | Laura García Alonso      |
| 2021 | Amor a primera vista | Mujer leyendo en la playa | Ian Pons Jewell          |

### Series de Televisión
| Año       | Título                              | Personaje              |
| --------- | ----------------------------------- | ---------------------- |
| 1992      | Quico                               | Judit                  |
| 1994      | Oh! Europa                          | Anna                   |
| 1994      | La Lloll                            | Varios personajes      |
| 1995      | Pedralbes Centre                    | Jessica                |
| 1995      | Estació d'enllaç                    | Lali                   |
| 1996      | Nissaga de poder                    | Abril                  |
| 1997      | Nova ficció                         | Laura                  |
| 1999      | Homenots                            | Adi Enberg             |
| 2000      | Andorra, entre el torb i la Gestapo | Eloise                 |
| 2000      | El comisario                        | Marta Gil              |
| 2001-2003 | Jet Lag                             | Carmina                |
| 2007      | La Vía Augusta                      | Claudia                |
| 2008      | Zoo                                 | Diana Vidal            |
| 2009      | 23-F: el día más difícil del rey    | Sofía de Grecia        |
| 2010      | Acusados                            | Aurora Castillo        |
| 2013      | Cuéntame cómo pasó                  | Marisa                 |
| 2013      | Descalzo sobre la tierra roja       | Hermana Genoveva       |
| 2014      | Kubala, Moreno i Manchón            | Pilar                  |
| 2015      | Carlos, rey emperador               | Margarita de Habsburgo |
| 2015      | Los nuestros                        | Alicia                 |
| 2019      | Hierro                              | Reyes                  |
| 2020      | The Head                            | Astrid Casado          |
| 2020      | La fossa                            | Silvia                 |
| 2020      | Antidisturbios                      | Diana                  |
| 2021      | La cocinera de Castamar             | Úrsula Berenguer       |
| 2022-2024 | Rapa                                | Maite                  |

## Premios y nominaciones
Premios Ercilla
| Año  | Categoría         | Obra        | Resultado |
| ---- | ----------------- | ----------- | --------- |
| 2002 | Premio revelación | Las criadas | Ganadora  |

Premios Goya
| Año  | Categoría                                | Película/Serie | Resultado |
| ---- | ---------------------------------------- | -------------- | --------- |
| 2003 | Mejor interpretación femenina de reparto | En la ciudad   | Nominada  |

Festival de Cine de Sitges
| Año  | Categoría    | Película/Serie        | Resultado |
| ---- | ------------ | --------------------- | --------- |
| 2004 | Mejor actriz | El habitante incierto | Ganadora  |

Premios Feroz
| Año  | Categoría                              | Película/Serie | Resultado |
| ---- | -------------------------------------- | -------------- | --------- |
| 2023 | Mejor actriz protagonista de una serie | Rapa           | Nominada  |

Premios Forqué
| Año  | Categoría                              | Película/Serie | Resultado |
| ---- | -------------------------------------- | -------------- | --------- |
| 2023 | Mejor actriz protagonista de una serie | Rapa           | Ganadora  |

Premios Ondas
| Año  | Categoría                                     | Serie | Resultado |
| ---- | --------------------------------------------- | ----- | --------- |
| 2024 | Mejor intérprete femenina en ficción nacional | Rapa  | Ganadora  |

Premios Max
| Año  | Categoría    | Obra                                                 | Resultado |
| ---- | ------------ | ---------------------------------------------------- | --------- |
| 2022 | Mejor actriz | De què parlem mentre no parlem de tota aquesta merda | Ganadora  |

Premios Mestre Mateo
| Año  | Categoría                             | Obra | Resultado |
| ---- | ------------------------------------- | ---- | --------- |
| 2025 | Premio Mestre Mateo a la mejor actriz | Rapa | Ganadora  |